# Sent Laurenç de Carnòls
Sent Laurenç de Carnòls (en francès Saint-Laurent-de-Carnols) és un municipi francès situat al departament del Gard i a la regió d'Occitània.